# Amphistichus
Amphistichus es un género de mojarras de la familia Embiotocidae, del orden Perciformes. Esta especie marina fue descubierta por Jean-Louis-Rodolphe Agassiz en 1854.

## Especies
Especies reconocidas del género:
- Amphistichus argenteus Agassiz, 1854
- Amphistichus koelzi (C. L. Hubbs, 1933)
- Amphistichus rhodoterus (Agassiz, 1854)

### Lectura recomendada
- Fritzsche, R.A., 1982. Osteichthyes. A: Parker, S.P., Synopsis and Classification of Living Organisms, vol. 2. McGraw-Hill, Nova York: 858-944.